# 性交断面図

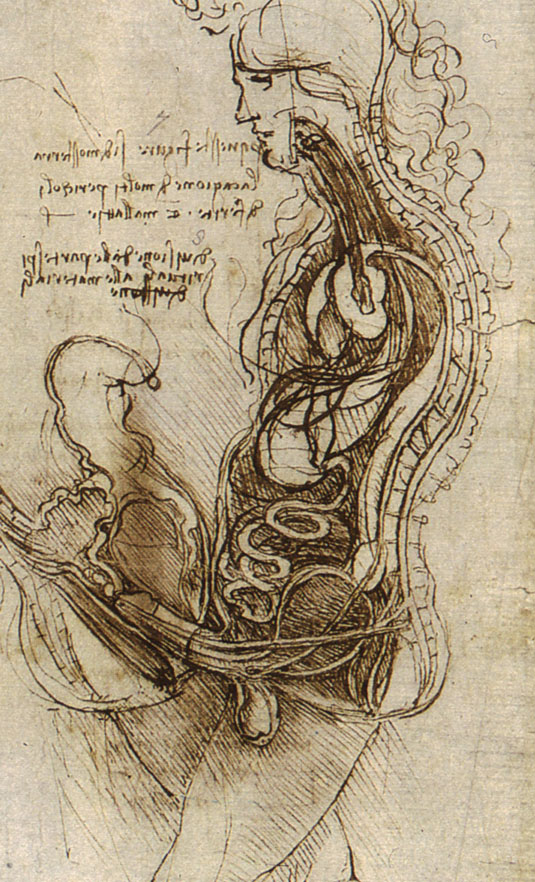
世界最古の性交断面図の可能性が指摘されている、レオナルド・ダ・ヴィンチによる1493年のスケッチ。

性交断面図（せいこうだんめんず）または単に断面図（だんめんず）は、日本の成人向け漫画で独自に進化し、デファクトスタンダードとなった表現技法で、性交の様子を核磁気共鳴画像法のように描写する手法。英語圏では「X-ray」または「Translucent」と呼ばれている。

## 概要
性交断面図は歌川国貞の春画、エロ劇画、藤子・F・不二雄の『宇宙人レポート サンプルAとB』などでも見られる。一方、成人向け漫画における性交断面図の使用は、90年代までは多くは見られなかった。しかし、2000年代以降に成人向け漫画で性交断面図の使用の爆発的な増加が起こる。性交断面図を積極的に使用する成人向け漫画家にはジョン・K・ペー太、鬼ノ仁、竹村雪秀、月野定規、DISTANCEなどがおり、シチュエーションとして流行している。
性交断面図のシーンでは、挿入シーンを横から見られたり、膣内射精の様子を表現していたりする。なお、男根が子宮口を突き抜け子宮の奥を突くようなものや、子宮の位置が内向きではなくではなく膣と一直線の構図になっているなど、誇張的な表現で描かれることもある。